# Stoiber Buam
Die Stoiber Buam (mundartlich für Stoiber-Buben) sind eine über 100 Jahre alte Volksmusikerfamilie aus dem Raum Zwiesel im  Bayerischen Wald, die mittlerweile in der fünften Generation auftreten und neben regelmäßigen Liveauftritten in regionalen Lokalen auch überregionale Bekanntheit erlangt haben. Ihre Lieder sind fast ausschließlich Eigenkompositionen. Zudem traten sie in drei Folgen der Fernsehserie Forsthaus Falkenau bei den Festen im „Ochsen“ und der Hochzeit von Martin und Angelika auf.

## Fritz & Xaver Stoiber
Zu den bekanntesten Vertretern der Musikerfamilie zählt Fritz Stoiber (1924–2013), der schon im Alter von fünf Jahren als Harmonikaspieler zusammen mit seinem Vater in Wirtshäusern auftrat, zahlreiche Eigenkompositionen hervorbrachte und zusammen mit seinem Bruder, dem Trompeter Xaver Stoiber (1921–1976) den Stoiber Buam über die Grenzen seiner Geburtsstadt Zwiesel hinaus Bekanntheit verschaffte. Gemeinsam mit dem Jodler Franzl Lang tourte er durch ganz Europa.

## Hans & Bernd Stoiber
Am 1. Juli 1951 wurden Hans Stoiber und Bernd Stoiber mit dem Volkstums-Wanderpreis „Zwieseler Fink“ in der Kategorie Musik ausgezeichnet.

## Diskografie (unvollständige Auswahl)
- Erinnerungen aus dem Bayerischen Wald (LP)
- Bayrische Ur-Waidla-Gsangl’n (LP)
- Stoiber Buam (CD)
- A Musi a Gsang (CD)
- Mir san vom Woid dahoam (CD)
- Wisst’s wo mei Hoamat is (CD; zusammen mit den Lamer Sängern)
- Wald-Weihnacht (CD; zusammen mit den Lindberger Einödsängerinnen und den Regenhüttler Buam)